# Albert Wyss (Architekt)
Albert Wyss (* 18. November 1843 in Biel; † 3. Januar 1916 ebenda) war ein Schweizer Architekt und Bauunternehmer.

## Ausbildung und Karriere
Albert Wyss’ Ausbildung zum Zimmermann und Steinmetz erfolgte in Deutschland, wohl als Berufslehre mit anschliessenden Wanderjahren. Dort besuchte er auch die Baugewerkschulen von Holzminden und Berlin. 1870 kehrte er in die Schweiz zurück und eröffnete in seiner Heimatstadt ein Baugeschäft. Er gründete und wirkte damit in einer Zeit, in der Biel sich stark entwickelte. Im Rahmen der Stadterweiterungen südlich der Altstadt – der erste Alignementsplan der Neustadt stammte von 1866 – baute Wyss zunächst eine grössere Zahl von Reihenhäusern für Familien mit niedrigen Einkommen; er tat sich damals auch mit den neu entstehenden Baugenossenschaften zusammen, etwa für die Genossenschaft Pasquart in der Seevorstadt. 
Ein Beispiel für die frühen, meist sparsam dekorierten und im weiteren Sinne klassizistischen Bauten ist der «Mattenhof», 1875 mit Sandsteinfassade und straffer Fenstergliederung als Wirtshaus erbaut. Ab 1895 baute er zunehmend die repräsentativen Wohn- und Geschäftshäuser zwischen Bahnhof und Altstadt, etwa das «Hotel zum Blauen Kreuz», das einzige erhaltene Bieler Hotel des Späthistorismus. Hier wohnte und schrieb 1913 bis 1920 in einer Mansarde Robert Walser.
Gegen die Jahrhundertwende wandelte sich der Stil der Wysschen Bauunternehmung zu einem monumentaleren Historizismus, teils in neogotischen Formen wie dem abgebrochenen Warenhaus «Knopf» des Kaufmanns Meyer von 1902, oder im neobarocken Repertoire wie die Mehrfamilienhäuser in der Jean-Sessler-Strasse. Spätere Häuser wie das Gasthaus für Jean Monné in der Marktgasse, das auch bereits Jugendstilformen zeigte und dem Heimatstil verpflichtete Gebäude wie Wohnhaus und Fabrik Hofmann in der Viaduktstrasse von 1911 sind von seinem Sohn Otto Wyss (1874–1960) geprägt, der nach Alberts Tod das Baugeschäft übernahm.

## Werke (Auswahl)
- Mattenhof, Biel 1875–1877[8]
- Libellenweg, Wyss-Gässli, Arbeiterwohnhäuser, Biel ca. 1880[9]
- Werkstattgebäude, Biel 1883[10]
- Pasquart, Wohnhauszeilen, Biel 1883–1898[11]
- Bahnhofstrasse 23–27, Wohn- und Geschäftshäuser, Biel 1881[12]
- Dufourstrasse 53–61, Biel 1883[13]
- Baugenossenschaft Klein aber mein, Arbeiterwohnhäuser, Biel 1890[14][15]
- Gesellschaftsweg 5, Wohnhaus und Atelier, Biel 1891[16]
- Schreinerei Daley, Wohnhaus und Werkstatt, Biel 1891[17]
- Haus Janser, Wohnhaus mit Werkstatt, Biel 1894[18]
- Schreinerei Christen, Werkstatt, Wohnhaus und Remise, Biel 1895[19]
- Haus Küng-Sulzer, Villa, Biel 1896[20]
- Haus Georges, Wohnhaus mit Werkstatt, Biel 1896–1897[21]
- Haus Baumgartner, Mehrfamilienhaus, Biel 1897[22]
- Haus zum Amboss, Biel 1899–1902[23]
- Haus Gygi-Leuenberg, Mehrfamilienhaus mit Laden, Biel 1904[24]
- Société d’Horlogerie La Générale, Uhrenfabrik, Biel 1906, umfassend umgebaut[25]
- Haus Bourquin-Wyss, Villa, Biel 1908–1909[26]

## Belege
1. ↑  Georg Germann, Werner Stutz: Biel. In: Gesellschaft für Schweizerische Kunstgeschichte (Hrsg.): INSA Inventar der neueren Schweizer Architektur 1850–1920. Band 3. Orell Füssli, Zürich 1982, ISBN 3-280-01397-6, S. 42, Sp. 1, doi:10.5169/seals-4534 (e-periodica.ch).
2. ↑  INSA Biel. Band 3, S. 89/2   (e-periodica.ch).
3. ↑  INSA Biel. Band 3, S. 114/1   (e-periodica.ch).
4. ↑  INSA Biel. Band 3, S. 95/1   (e-periodica.ch).
5. ↑  INSA Biel. Band 3, S. 80/3   (e-periodica.ch).
6. ↑  INSA Biel. Band 3, S. 88/1   (e-periodica.ch).
7. ↑  INSA Biel. Band 3, S. 115/2   (e-periodica.ch).
8. ↑  INSA Biel. Band 3, S. 89/2   (e-periodica.ch).
9. ↑  INSA Biel. Band 3, S. 85/2   (e-periodica.ch).
10. ↑  INSA Biel. Band 3, S. 88/2   (e-periodica.ch).
11. ↑  INSA Biel. Band 3, S. 109/1   (e-periodica.ch).
12. ↑  INSA Biel. Band 3, S. 76/2   (e-periodica.ch).
13. ↑  INSA Biel. Band 3, S. 76/2   (e-periodica.ch).
14. ↑  INSA Biel. Band 3, S. 63/2   (e-periodica.ch).
15. ↑  INSA Biel. Band 3, S. 73/1   (e-periodica.ch).
16. ↑  INSA Biel. Band 3, S. 79/2   (e-periodica.ch).
17. ↑  INSA Biel. Band 3, S. 75/3   (e-periodica.ch).
18. ↑  INSA Biel. Band 3, S. 77/3   (e-periodica.ch).
19. ↑  INSA Biel. Band 3, S. 74/1   (e-periodica.ch).
20. ↑  INSA Biel. Band 3, S. 76/2   (e-periodica.ch).
21. ↑  INSA Biel. Band 3, S. 76/2   (e-periodica.ch).
22. ↑  INSA Biel. Band 3, S. 70/3   (e-periodica.ch).
23. ↑  INSA Biel. Band 3, S. 80/3   (e-periodica.ch).
24. ↑  INSA Biel. Band 3, S. 77/3   (e-periodica.ch).
25. ↑  INSA Biel. Band 3, S. 74/2   (e-periodica.ch).
26. ↑  INSA Biel. Band 3, S. 65/2   (e-periodica.ch).

| Personendaten    | Personendaten                          |
| ---------------- | -------------------------------------- |
| NAME             | Wyss, Albert                           |
| KURZBESCHREIBUNG | Schweizer Architekt und Bauunternehmer |
| GEBURTSDATUM     | 18. November 1843                      |
| GEBURTSORT       | Biel/Bienne                            |
| STERBEDATUM      | 3. Januar 1916                         |
| STERBEORT        | Biel/Bienne                            |